# Jesús Ruiz
Jesús Ruiz Suárez, noto anche come Chus Ruiz (Cornellà de Llobregat, 20 gennaio 1997), è un calciatore spagnolo, portiere del Racing Ferrol.

## Carriera
Ruiz è cresciuto nel settore giovanile del Cornellà dove ha debuttato il 25 maggio 2014 nell'incontro di Tercera División vinto 3-1 contro l'Izarra. Poche settimane dopo è passato all'Espanyol dove ha trascorso due stagioni nella formazione Juvenil A prima di fare ritorno al club biancoverde. Il 7 agosto 2017 è passato all'Ibiza ma a causa dello scarso impiego dopo una sola stagione è passato in prestito al Tarazona dove ha giocato 41 incontri da titolare.
Il 18 lugli 2019 è stato acquistato dal Maiorca che lo ha assegnato alla propria seconda squadra. L'estate seguente ha fatto ritorno al Tarazona ma dopo poche settimane ha rescisso il contratto ed ha firmato con l'Alcorcón dove oltre a giocare nella squadra B ha ricoperto il ruolo di terzo portiere dietro Dani Jiménez e Samu Casado. Promosso definitivamente in prima squadra al termine della stagione, nel mercato invernale del 2022, complici le cessioni di Dani Jiménez al Leganés e di José Suárez al Tokushima Vortis, è stato designato come nuovo portiere titolare ed il 4 febbraio ha debuttato in Segunda División nella trasferta persa 3-1 contro il Burgos. Retrocesso al termine della stagione, con i gialloblu è rimasto per ulteriori due stagioni, ottenendo la promozione in Segunda per poi retrocedere nuovamente l'annata seguente.
Il 2 luglio 2024 è stato acquistato dal Racing Ferrol.

## Statistiche
Statistiche aggiornate al 4 gennaio 2025.

### Presenze e reti nei club
| Stagione        | Squadra         | Campionato      | Campionato | Campionato | Coppe nazionali | Coppe nazionali | Coppe nazionali | Coppe continentali | Coppe continentali | Coppe continentali | Altre coppe | Altre coppe | Altre coppe | Totale | Totale | Totale |
| Stagione        | Squadra         | Comp            | Pres       | Reti       | Comp            | Pres            | Reti            | Comp               | Pres               | Reti               | Comp        | Pres        | Reti        | Pres   | Reti   |        |
| --------------- | --------------- | --------------- | ---------- | ---------- | --------------- | --------------- | --------------- | ------------------ | ------------------ | ------------------ | ----------- | ----------- | ----------- | ------ | ------ | ------ |
| 2013-2014       | Cornellà        | TD              | 1          | 0          | CR              | 0               | 0               | -                  | -                  | -                  | -           | -           | -           | 1      | 0      |        |
| 2016-2017       | Cornellà        | TD              | 3          | -3         | CR              | 0               | 0               | -                  | -                  | -                  | -           | -           | -           | 3      | -3     |        |
| Totale Cornellà | Totale Cornellà | Totale Cornellà | 4          | -3         |                 | 0               | 0               |                    | -                  | -                  |             | -           | -           | 4      | -3     |        |
| 2017-2018       | Ibiza           | TD              | 10         | -7         | CR              | 0               | 0               | -                  | -                  | -                  | -           | -           | -           | 10     | -7     |        |
| 2018-2019       | Tarazona        | TD              | 41         | -21        | CR              | 0               | 0               | -                  | -                  | -                  | -           | -           | -           | 41     | -21    |        |
| 2019-2020       | Maiorca B       | TD              | 25         | -15        | -               | -               | -               | -                  | -                  | -                  | -           | -           | -           | 25     | -15    |        |
| 2020-2021       | Alcorcón        | SD              | 0          | 0          | CR              | 0               | 0               | -                  | -                  | -                  | -           | -           | -           | 0      | 0      |        |
| 2021-2022       | Alcorcón        | SD              | 14         | -18        | CR              | 0               | 0               | -                  | -                  | -                  | -           | -           | -           | 14     | -18    |        |
| 2022-2023       | Alcorcón        | PF              | 33+4       | -17,-3     | CR              | 0               | 0               | -                  | -                  | -                  | -           | -           | -           | 37     | -20    |        |
| 2023-2024       | Alcorcón        | SD              | 29         | -41        | CR              | 0               | 0               | -                  | -                  | -                  | -           | -           | -           | 29     | -41    |        |
| Totale Alcorcón | Totale Alcorcón | Totale Alcorcón | 80         | -79        |                 | 0               | 0               |                    | -                  | -                  |             | -           | -           | 80     | -79    |        |
| 2024-2025       | Racing Ferrol   | SD              | 21         | -28        | CR              | 0               | 0               | -                  | -                  | -                  | -           | -           | -           | 21     | -28    |        |
| Totale carriera | Totale carriera | Totale carriera | 214        | -170       |                 | 0               | 0               |                    | -                  | -                  |             | -           | -           | 214    | -170   |        |